# Manuel Marques de Sousa (2°)
Manuel Marques de Sousa (Rio Grande, 1780 — Montevidéu, 21 de novembro de 1824) foi um militar brasileiro. 
Ainda jovem sentou praça na cavalaria em Rio Grande, participou da campanha de 1801, sendo promovido a tenente. Participou da invasão do Uruguai em 1811. Em 1816, na Guerra contra Artigas, liderou o ataque à Fortaleza de Santa Teresa. Em 24 de outubro do mesmo ano, derrota, no passo de Chafalote, tropa de Fructuoso Rivera e depois participa, em 19 de novembro da batalha de Índia-Muerta.
Em 17 de junho de 1822 é promovido à brigadeiro.
Durante a Guerra da Independência combateu, auxiliado por Fructuoso Rivera (parte do exército brasileiro desde 1820), em Montevidéu, o general Álvaro de Sousa. Morreu envenenado em Montevidéu.
É pai do conde de Porto Alegre.